# 聖靈家族
《聖靈家族 －La storia della Arcana Famiglia－》是一款在2011年10月27日開始販售的PSP乙女遊戲。
2012年6月21日續作『聖靈家族 －幽霊船（ヴァスチェロ・ファンタズマ）的魔術師－』開始發售。改編動畫在2012年於日本知名連鎖廠商「animate」官方網站上公開首波宣傳影片。於2012年7月1日開始播放。2012年12月13日『聖靈家族 －美食決戰－』開始發售。2013年11月14日『聖靈家族２』開始發售。

## 故事簡介
故事發生在一座地中海的小島上、在這裡生活著的自衛組織叫做「聖靈家族（アルカナ・ファミリア）」是以一種特殊能力作為武器、來保護島嶼的和平所存在的組織。
女主角菲麗琪塔（Felicita）從小就被嚴厲的母親養育到成人、但她也有著 16 歲少女青澀的一面。在某天，一場生日派對上組織的首領，也就是女主角菲麗琪塔的父親、突然宣布退休的消息，並發表家族裡持有特殊能力的能力者都須出席這場戰鬥、獲勝者將選為組織的繼承人並與菲麗琪塔結婚、決定命運的戰鬥現在由此拉開序幕。

## 登場人物

### 主要角色
Felicita／菲麗琪塔（聲：無（遊戲）／能登麻美子（動畫））
女主角，聖靈家族的首位"パーパ"的女兒。16歲，身高165cm，6月18日出生，雙子座。
幹部中的一人，為“劍”的干部，劍為負責調停的部門。
擁有兩個聖靈：“戀人們”Gli Amanti《リ・アマンティ》，能力:能閱讀人心中所想之事；“命運之輪”La Ruota Della Fortuna《ルオータ・デラ・フォルトゥナ》，能力：能改變塔羅牌與宿主之間的關係。但使用“命運之輪”的代價為失去記憶。
從幼年起便由嚴厲的母親撫養長大，對自己和別人都很嚴格。在對方乞求饒命之前攻擊毫不留情。在組織裡十分受歡迎。其個性與父親相像，因其幼年時誤用一次命運之輪，而使其記憶消失過一次，此後便被默德安排少與人群來往。
Liberta／利貝塔（聲：福山潤、沖佳苗（幼年時））
性格魯莽的元氣少年，開朗而好奇心旺盛。18歲，身高173cm，11月8日出生，天蠍座。
幹部中的一人，為“諜報”的部員，諜報為負責外交的部門。
擁有一個聖靈：“愚者”Il Matto《イル・マット》，能力：言靈 ，將自己說出的話成真。
喜歡新奇的東西。不太擅長於女性相處。自己這樣想的話，馬上付諸行動的類型。為此，有很多失敗的事，也有很多憑運氣度過的事，也因此在組織內和個性一板一眼的諾瓦關係近似惡交，甚至會戲稱對方是小草莓。原本是被當成實驗品的孤兒，因為其聖靈能力，不被當人看。後來被但丁帶出並封印其記憶。曾經運用聖靈力量燒了整間房子。
遊戲通關後會發現他在輩分上其實是菲麗琪塔的姪子。
Nova／諾瓦（聲：代永翼）
最年輕的幹部。15歲，身高163cm。10月25日出生，天蠍座。
幹部中的一人，為“聖杯”的幹部，聖杯為負責防衛的部門。
擁有一個聖靈：“死神”La Morte《ラ・モォルテ》，能力：使人沉睡。
菲麗琪塔的堂弟也是青梅竹馬，自身的聖靈力量曾經暴走令自己的父母陷入沉睡。
才華橫溢又十分用功，一心想壯大組織。一開始與菲麗琪塔有婚約，喜歡菲麗琪塔，和組織成員利貝塔為競爭對手。
由於父母曾想利用他的聖靈力量奪取家族首領的位置，因此絕口不提自己的過去。
Debito／戴維特（聲：吉野裕行、優希（幼年時））
嘴巴很毒卻有意外善良的一面。外表看上去很危險。23歲，身高180cm，9月20日出生，處女座。
幹部中的一人，為“金貨”的干部，金貨為負責流通的部門。
擁有一個聖靈：“隱者”L'Eremita《レルミタ》，能力：隱形，自身的力量是被喬利所植入，因而對喬利沒有好感。基本上是游手好閒之人。喜歡金錢、女人與冒險，很受街上的女性歡迎，性格像貓一樣反复無常。與帕契和路卡是青梅竹馬，三人經常在一起行動。
Pace／帕契（聲：杉田智和、潘惠美（幼年時））
坦率而值得信賴總是帶給大家活力的存在，帶著一副眼鏡的人，25歲，身高187cm。7月29日出生，獅子座。
幹部中的一人，為“棍棒”的干部，棍棒為負責監察的部門。
擁有一個聖靈：“力”La Forza《ラ・フォルツァ》，能力：力量（力氣大），自身的力量是被喬利所植入。
天生有吸引人的特質，大型犬類一樣的人物，愛好是食物，胃口特別大，目前兼任幹部長代理。與戴維特和路卡是青梅竹馬，三人經常在一起行動。
Luca／路卡（聲：中村悠一、森優子（幼年時））
非常溫柔，自幼照顧女主。29歲，身高176cm，12月6日出生，射手座。
在組織裡被認為是弱氣的侍者，Felicita的侍從。
擁有一個聖靈：“節制”La Temperenza《ラ・テンペランツァ》，能力：使人能力失效。
與戴維特和帕契是青梅竹馬，三人經常在一起行動，本身會煉金術，自身的力量是被喬利所植入。算是三人組裡的常識人，對女主菲麗琪塔有過度保護的傾向，尤其特別厭惡喬利隨意接近女主，另外也擔心女主被好友戴維特教壞。
Dante／但丁（聲：小杉十郎太）
身經百戰的兵，經常出海處理有關的事務。38歲，身高199cm，4月9日出生，牡羊座。
為組織的干部長和“諜報”的干部。
擁有一個聖靈：“皇帝”L'Imperatore《リンペラトーレ》，能力：洗腦。
有嚴格頑固的一面，是組織裡最值得信賴的人物，受到下屬們的愛戴，但私下有在意自己頂上無毛的一面。在遊戲裡算是經常缺席的干部，但在動畫中戲份相當多。被從小照顧到大的利貝塔尊稱為師傅，為了避免利貝塔的力量爆走而封印他部份的記憶。
Jolly／喬利（聲：遊佐浩二）
謎一樣的人物，在組織裡有著二把手的地位，愛好是研究與實驗。外表看似年輕卻年齡不明，身高184cm，3月8日出生，雙魚座。
パーパ的顧問。對於他人制裁嚴厲且島上的人們對他戒慎恐懼，被認為是危險人物。總是圍繞著謎樣的氛圍，有著島上首屈一指的煉金術知識和本領，欲減首領負荷而製造了人造人艾蒙，曾經救過幼時誤用命運之輪而失憶的菲麗琪塔，同時也是路卡的父親。
擁有一個聖靈：“月”La Luna《ラ・ルーナ》，能力：將別人痛苦的記憶強制運行。

### 次要角色
Mondo／默德（聲：立木文彦）
58歳，身高195cm。4月1日出生，牡羊座。
擁有一個聖靈：“世界”Il Mondo《イル・モォンド》，能力：將其他塔羅牌的能力發揮到極致，但卻也會對持有者造成不小的身體負擔，喬利為了轉移世界對パーパ的影響而做了不少人體試驗。
主人公的父親，家族的首領（papa／爸爸），為人大度又有其威嚴率領部下，深受組織所有人仰慕。
Sumire／菫（聲：井上喜久子）
36歳，身高174cm。1月1日出生，魔羯座。
擁有一個聖靈：“審判”Il Giudizio《イル・ジュディツィオ》，能力：辨別塔羅牌的意志。
主人公的母親。家族裡的占卜師和女首領（manma／媽瑪）。
Elmo／艾蒙（聲：福圓美里（幼年時）、井口祐一）
擁有一個聖靈：「高塔」。
Jolly為了減輕“世界”Mondo的負擔而製造出的人造人。

### 幽靈船的魔術師
Ash／阿修（聲：岡本信彦）
16歳，身高180cm。
擁有一個聖靈：“魔術師”Il Bagatto《イル・バガット》。
在幽靈船“ヴァスチェロ・ファンタズマ”(pianta) vascello fantasma 上長大的少年。喜歡吃蘋果。武器為騎兵軍刀及煉金術。
Joshua／約書亞（聲：上田祐司）
擁有一個聖靈：“正義”La Giustizia《ラ・ジュスティツィア》。
幽靈船“ヴァスチェロ・ファンタズマ”(pianta) vascello fantasma 的乘客。認識Ash。武器為西洋劍。

### 聖靈家族2
Vir／威爾（聲：平川大輔）
威爾旅行商隊的領頭。
Neve／奈維（聲：矢作紗友里）
擁有一個聖靈。
威爾商隊中的一人。遊戲故事中會知道她是菫的妹妹，和菫一樣會占卜。
Teo／泰奧（聲：逢坂良太）
威爾商隊中的一人。
Serafino／塞拉菲諾（聲：小野友樹）
擁有一個聖靈。
諾魯地亞總督之子，遊戲故事中會知道他與諾瓦是舊識。目前與商人威爾同行。
Agata／阿葛塔（聲：伊藤美紀）
水之都「諾魯地亞」的總督。

### 其他角色
多娜泰拉（聲：井澤詩織）
女僕三人組中的一人。短髮撲克臉。
伊薩貝拉（聲：櫻木アミサ）
女僕三人組中的一人。個子嬌小，有些孩子氣。
梅莉艾拉（聲：水杜明寿香）
女僕三人組中的一人。是名成熟優雅的女性。

## 主題歌

### 聖靈家族
OP
「Stellina」
作詞：稲葉エミ／作曲・編曲 - 小森茂生／歌 - 原田ひとみ
ED
「七つの海」
作詞：稲葉エミ／作曲・編曲：田村信二／歌：リベルタ starring 福山潤
「ピリオドの向こう側」
作詞：こだまさおり／作曲・編曲：渡辺拓也／歌：ノヴァ starring 代永翼
「Amore Bambina!!」
作詞：稲葉エミ／作曲・編曲：田村信二／歌：デビト starring 吉野裕行
「ハッピーハイテンション」
作詞：仁科佐規／作曲・編曲：田辺晋太郎／歌 ：パーチェ starring 杉田智和
「ひかり」
作詞：ENA☆／作曲・編曲：菊谷知樹／歌：ルカ starring 中村悠一
「Resolution」
作詞：稲葉エミ／作曲・編曲：田村信二／歌：ダンテ starring 小杉十郎太
「月光」
作詞：東川遥／作曲・編曲：YAMOTO／歌：ジョーリィ starring 遊佐浩二

### 幽靈船的魔術師
OP
「Requ≠iem」
作詞：稲葉エミ／作曲・編曲：小森茂生／歌：原田ひとみ

### 美食決鬥!
「カモナシエスタ」
作詞：稲葉エミ／作曲・編曲：小森茂生／歌：モンド Mondo 立木文彦、スミレ sumire 井上喜久子

### 聖靈家族2
OP
「Promessa」
作詞：稲葉エミ／作曲・編曲：奈良悠樹／歌：原田ひとみ
ED
「光つづく道」
作詞：日山 尚(canoue)／作・編曲：MANYO(canoue)

## 動畫

### 主題曲
片頭曲「Magenta Another Sky」
作詞：稲葉エミ／作曲・編曲：yamazo／唱：原田瞳
片尾曲「Pieces of Treasure」
作詞：稲葉エミ／作曲・編曲：Hige Driver／唱：Liberta、Nova（福山潤、代永翼）
插曲「海の男の歌」（第2話）
作詞：IKA／作曲：杉森雅和

### 各話列表
| 話數 | 日文標題                                       | 中文標題             | 劇本       | 分鏡            | 演出       | 作畫監督                                                 | 總作畫監督      |
| ---- | ---------------------------------------------- | -------------------- | ---------- | --------------- | ---------- | -------------------------------------------------------- | --------------- |
| #1   | La notte del compleanno                        | 慶生之夜             | 赤星政尚   | 今千秋          | 今千秋     | 松浦麻衣                                                 | -               |
| #2   | Il Comandante della Squadra Protezione Animali | 動物保護隊指揮官     | 赤星政尚   | 二瓶勇一        | 高島大輔   | 中山由美                                                 | 落合瞳          |
| #3   | Piccolino                                      | 小伙子               | 伊神貴世   | 鈴木健太郎      | 鈴木健太郎 | 吉田優子 高澤美佳                                        | 松浦麻衣        |
| #4   | Confessioni di una maschera                    | 面具的告白           | 伊藤美智子 | 古川知宏        | 北川正人   | 前田学史 山本佐和子                                      | 落合瞳          |
| #5   | Amici d'infanzia                               | 兒時的夥伴們         | 伊藤美智子 | 鈴木洋平        | 鈴木洋平   | 亀谷響子 中山由美 小松原聖                               | 松浦麻衣        |
| #6   | A bordo! - La battaglia finale                 | 上船吧！最後一戰     | 赤星政尚   | 福田道生        | 奥野浩行   | 新號靖 大庭小枝                                          | 落合瞳 松浦麻衣 |
| #7   | Rispettivi segreti                             | 各自的秘密           | 伊神貴世   | 田所修          | 橋本敏一   | 高澤美佳、下川寿士 吉田優子、冨田収子                    | 松浦麻衣        |
| #8   | La luna nel buio                               | 影中之月             | 伊藤美智子 | 今千秋          | 藤本次郎   | 本多みゆき、川島尚 山本佐和子、岡崎洋美                  | 落合瞳          |
| #9   | La ruota della fortuna                         | 命運之輪             | 赤星政尚   | 田所修          | 石田暢     | 中山由美                                                 | 松浦麻衣        |
| #10  | Arcana Famiglia                                | 聖靈家族             | 赤星政尚   | 今千秋 鈴木洋平 | 鈴木洋平   | 秋山由樹子、清水勝祐 小野和寬、山本佐和子                | 落合瞳          |
| #11  | Arcano triangolo                               | 阿爾卡納鐵三角       | 伊藤美智子 | 小瀧禮          | 北川正人   | 井口真理子、吉田優子 下川壽士、松下郁子 高澤美佳         | 松浦麻衣        |
| #12  | Arcano duello                                  | 聖靈決鬥             | 赤星政尚   | 今千秋          | 橋本敏一   | 中山由美、清水勝祐 高澤美佳、下川壽士 石井哲哉、松浦麻衣 | 松浦麻衣        |
| #13  | Capriccio ─ stile Arcana Famiglia              | 阿爾卡納風格的狂想曲 | 伊神貴世   | 渡部高志        | 石田暢     | 松浦麻衣                                                 | -               |

### 播放電視台

#### 日本国内
日本深夜動畫：下文記載的日本国内播放時間使用日本標準時間（UTC+9）表示。因為部分時間标识會採用30小时制，因此請留意这类超过24:00的时间，其實際播放時間為翌日清晨。
| 播放地區 | 播放電視台   | 播放日期               | 播放時間（UTC+9）    | 播放電視網 | 備註     |
| -------- | ------------ | ---------------------- | -------------------- | ---------- | -------- |
| 神奈川縣 | 神奈川電視台 | 2012年7月1日 - 9月16日 | 星期日 23:30 - 24:00 | 獨立局     |          |
| 埼玉縣   | 埼玉電視台   | 2012年7月4日 - 9月19日 | 星期三 23:30 - 24:00 | 獨立局     |          |
| 日本全國 | ANIMAX       | 2012年7月5日 - 9月20日 | 星期四 22:00 - 22:30 | 衛星電視   | 有重播   |
| 兵庫縣   | SUN電視台    | 2012年7月5日 - 9月20日 | 星期四 24:35 - 25:05 | 獨立局     |          |
| 千葉縣   | 千葉電視台   | 2012年7月6日 - 9月21日 | 星期五 24:00 - 24:30 | 獨立局     |          |
| 日本全國 | ANIMAX       | 2012年7月7日 - 9月22日 | 星期六 22:00 - 22:30 | 獨立局     | 免費播出 |
| 日本全國 | Animate TV   | 2012年7月7日 - 9月22日 | 星期六 23:00 - 23:30 | 網絡電視   |          |
| 日本全國 | NICONICO頻道 | 2012年7月7日 - 9月22日 | 星期六 24:30 - 25:00 | 網絡電視   |          |

#### 日本国外
- 南韓

由ANIPLUS通过卫星电视和网络提供播放，在2012年7月9日 - 9月17日，每周一23:00 - 23:30播出。提供韓語字幕。
- 台湾、香港

均由Animax提供播放。
- 台湾为2013年9月7日－9月19日，每天22:30－23:00播出。
- 香港为2013年12月13日－12月31日，周一至周五 22:00－22:30播出。

## 外部連結
- （日語） アルカナ・ファミリア －La storia della Arcana Famiglia－（HuneX） （页面存档备份，存于）
- （日語） PSP遊戲《アルカナ・ファミリア -La storia della Arcana Famiglia-》 （页面存档备份，存于）
- （日語） PSP遊戲《アルカナ・ファミリア -幽霊船の魔術師-》 （页面存档备份，存于）
- （日語） PSP遊戲《アルカナ・ファミリア フェスタ・レガーロ!》 （页面存档备份，存于）
- （日語） PSP遊戲《アルカナ・ファミリア２》
- （日語） 動畫官方網站 （页面存档备份，存于）